# José Antonio de Yturriaga
José Antonio de Yturriaga Barberán (Granada, 12 de octubre de 1936) es un jurista y diplomático español.

## Biografía
Licenciado en Derecho por la Universidad de Sevilla y doctor en Derecho por la Universidad Complutense de Madrid, ingresó en la Carrera Diplomática en 1965. Ha estado destinado en las representaciones diplomáticas españolas en Monrovia, Düsseldorf y Lisboa. Ha sido subdirector general de Cooperación Terrestre, Marítima y Aérea, jefe de la Asesoría Jurídica Internacional y secretario general técnico del Ministerio de Asuntos Exteriores. Desde 1983 ha sido, sucesivamente, embajador de España en Irak, Irlanda, Oficina de Organización de las Naciones Unidas y los Organismos Internacionales, con sede en Viena, y en Rusia. De 2001 a 2002 fue embajador de España en Misión Especial para el Derecho del Mar.